# Samho Jewelry
Die Samho Jewelry ist ein mittlerweile unter dem Namen TSM Dubhe fahrender Produkten- und Chemikalientanker. Das Schiff wurde im Januar 2011 im Arabischen Meer von somalischen Piraten überfallen und nach sechs Tagen von Einheiten der südkoreanischen Marine befreit.

## Geschichte
Das Schiff wurde unter der Baunummer 1671 auf der Werft Usuki Shipyard in Japan für die zur Fairfield-Maxwell-Gruppe gehörende Reederei Fairfield Japan gebaut. Die Kiellegung des Schiffes fand am 22. März 2001 statt. Der Stapellauf des Schiffes erfolgte am 26. Juli, die Fertigstellung am 12. November 2001.
Das Schiff kam als Fairchem Maverick unter der Flagge Panamas in Fahrt. Im Jahr 2006 wurde es verkauft. Neuer Name des nun unter der Flagge Maltas fahrenden Schiffs wurde Samho Jewelry. Ab 2018 hieß das Schiff Global Aker,  wurde in diesem Jahr aber erneut verkauft und  wird nun als TSM Dubhe unter der Flagge Tuvalus betrieben.

### Piratenangriff im Januar 2011
Das Schiff wurde am 15. Januar 2011 im Arabischen Meer rund 350 Seemeilen südöstlich von Maskat, Oman, und rund 800 Seemeilen nordöstlich von Somalia von somalischen Piraten überfallen. Es befand sich auf der Reise von den Vereinigten Arabischen Emiraten nach Sri Lanka. An Bord waren 21 Besatzungsmitglieder: acht Seeleute aus Südkorea, zwei aus Indonesien und elf aus Myanmar.
Die Besatzung verschanzte sich in einem Schutzraum, der jedoch von den Piraten aufgebrochen wurde. Die Piraten zwangen den Kapitän, das Schiff nach Somalia zu steuern. Dieser versuchte, das Schiff durch wechselnde Kurse möglichst von somalischen Gewässern fernzuhalten. Außerdem verursachte er Verunreinigungen des Treibstoffs, um Fehlfunktionen der Antriebsmaschine zu provozieren, gab vor, die Steuerung würde nicht einwandfrei funktionieren und reduzierte die Geschwindigkeit des Schiffes von 14 auf 6 kn. Als die Piraten Verdacht schöpften, misshandelten sie den Kapitän und verletzten ihn schwer.
Die südkoreanische Marine, die an der multinationalen Militäroperation gegen die Piraterie im Golf von Aden beteiligt war, schickte den Zerstörer Choi Young in das Seegebiet, um die Verfolgung des entführten Tankers aufzunehmen. Dieser wurde zwischenzeitlich von den Piraten als Basis für Angriffe auf weitere Schiffe verwendet.
Am 21. Januar 2011 enterten Kräfte des „Underwater Demolition Team“, einer Spezialeinheit der südkoreanischen Marine, im Rahmen der „Operation Dawn in the Gulf of Aden“ das Schiff und befreiten die Besatzung. Bei der Aktion kamen acht Piraten ums Leben, fünf wurden gefangen genommen. Drei Soldaten erlitten Verletzungen. Der Kapitän hatte während der Operation noch Warnungen per Funk an die Einsatzkräfte übermitteln können, woraufhin die Piraten auf ihn schossen. Vier Kugeln trafen ihn, zwei davon im Unterleib.
Der Kapitän wurde nach der Aktion in ein Krankenhaus in Oman und später nach Südkorea geflogen. Er wurde mehrfach operiert. Das befreite Schiff lief zunächst Salala in Oman an. Dort wurde die Besatzung ausgetauscht und das Schiff auf mögliche Schäden untersucht. Die gefangengenommenen somalischen Piraten wurden nach Südkorea geflogen und dort vor Gericht gestellt. Der Anführer der Piraten wurde später zu lebenslanger Haft verurteilt, drei weitere Piraten zu 13 bis 15 Jahren Haft. Ein fünfter Pirat, der die Taten gestanden hatte, wurde zu 12 Jahren Haft verurteilt. Die Urteile wurden im Dezember 2011 vom Obersten Gerichtshof Südkoreas bestätigt. Infolge der Befreiungsaktion drohten somalische Piraten damit, südkoreanische Geiseln in Zukunft aus Rache für die ums Leben gekommenen Piraten umzubringen.
Der Kapitän des Schiffes wurde im November 2011 für seine Tapferkeit und seinen Einsatz zur Rettung von Schiff und Besatzung von der IMO mit dem „Award for Exceptional Bravery at Sea“ ausgezeichnet.

## Technische Daten
Das Schiff wird von einem MAN-B&W-Dieselmotor (Typ: 6S42MC) mit 6150 kW Leistung angetrieben. Der Zweitakt-Sechszylindermotor wurde von Hitachi Zosen Diesel & Engineering in Lizenz gebaut. Der Motor wirkt auf einen Propeller. Das Schiff erreicht eine Geschwindigkeit von knapp 16 kn. Das Schiff ist mit einem Bugstrahlruder ausgerüstet.
Für die Stromerzeugung stehen drei Yanmar-Dieselgeneratoren mit jeweils 440 kW Leistung (550 kVA Scheinleistung) zur Verfügung.
Die Decksaufbauten befinden sich im hinteren Bereich des Schiffes. An Bord ist Platz für 24 Besatzungsmitglieder. Vor den Decksaufbauten befinden sich die Laderäume mit insgesamt 20 Ladungstanks und den beiden Manifolds für den Ladungsumschlag an Deck im Mittschiffsbereich. Ein hier angeordneter Kran dient der Schlauchübernahme.

## Sonstiges
Die Samho Jewelry war bereits das zweite Schiff von Samho Shipping, das binnen eines Jahres von somalischen Piraten überfallen worden war. Im April 2010 war die Samho Dream entführt worden. Die Piratenüberfälle trugen mit dazu bei, dass Samho Shipping 2011 in finanzielle Schwierigkeiten geriet. Das Unternehmen wurde 2012 aufgelöst.
Die „Operation Dawn in the Gulf of Aden“ ist Grundlage zweier Bücher: Operation Dawn in the Gulf of Aden and the scourge of piracy von Bernd Horn und Operation Dawn von Jeonghyum Kim. Die Verfilmung der Operation war geplant.